# 黃起龍
黃起龍，字應興，號雨石，福建莆田縣（今莆田市）人，明朝政治人物。

## 生平
萬曆二十二年甲午科福建鄉試第二名舉人，二十六（1598年）戊戌科會試第七十九名，三甲一百四十四名進士。刑部觀政，次年授行人司行人，升兵部主事，三十三年行取，三十六年八月选授南京吏科給事中。屢有諫言，皆不報。三十九年京察去職，遂乞休。萬曆四十六年（1618年）起為廣東按察司知事，卒於途中。著有《留垣奏議》四卷。曾与僧如忍等募修莆田国欢寺。